# 桃園果菜市場股份有限公司
桃園果菜市場股份有限公司（簡稱桃園果菜公司），為桃園市的農產品批發市場，股權由桃園市政府全額持有，是桃園市政府的公營機構之一。

## 歷史沿革
- 民國56年9月4日「桃園鎮果菜市場管理委員會」創始。
- 民國56年1月20日 市場經桃園縣政府奉准正式成立。
- 民國59年1月20日 變更經營主體，隸屬於桃園鎮公所，並開始以公共造產名義直營。
- 民國60年4月21日 桃園鎮改制為桃園市，更名「桃園果菜市場股份有限公司」，股權由桃園市公所全額持有。
- 民國103年12月25日 桃園正式升格為直轄市，改隸屬桃園市政府，股權由桃園市政府全額持有。

## 組織架構
公司設置董事會、董事長、總經理、副總經理及四課室。

### 董事會
| 職稱   | 姓名   | 所代表法人 |
| 董事長 | 呂淑真 | 桃園市政府 |
| 董事   | 許敏松 | 桃園市政府 |
| 董事   | 邱清寬 | 桃園市政府 |
| 監察人 | 呂惠娟 | 桃園市政府 |

### 總、副總經理
| 職稱     | 姓名   |
| 總經理   | 陳玉明 |
| 副總經理 | 暫缺   |

### 課室
- 業務課
- 企劃課
- 總務課
- 主計課